# Juan Francisco de la Cerda y Enríquez de Ribera
Juan Francisco Tomás de la Cerda y Enríquez de Ribera (Medinaceli, 4 de novembre de 1637 - Madrid, 20 de febrer de 1691) va ser un noble i home d'estat castellà, VII Duc de Medinaceli, membre d'aquesta casa nobiliària, i posseïdor de molts altres títols i estats senyorials. Membre de la cort de Carles II, va ser valido d'aquest monarca entre 1680 i 1685, període durant el qual va dur a terme un seguit de reformes econòmiques centrades en la devaluació de la moneda, que posaria les bases de la recuperació de la monarquia espanyola.

## Família
Fill del VII duc de Medinaceli, Antonio de la Cerda, i de la seva esposa, Ana María Enríquez de Ribera, V duquessa d'Alcalá de los Gazules.
Es va casar amb Caterina Antònia d'Aragó, tres vegades duquessa: de Cardona, Sogorb i Lerma
i reunia a les seves mans nombrosos títols i estats d'aquestes tres 
cases, i que va significar la unió amb la de Medinaceli, malgrat els 
intents de l'oncle de Caterina, Pere Antoni, d'evitar que els títols es transmetessin per línia femenina. A la seva mort van passar al fill d'ambdós, Luis Francisco,
que es va convertir pràcticament en l'home més ric i poderós del seu 
temps. Alhora, gràcies a aquesta política matrimonial de la Casa de 
Medinaceli, aquesta va engrossir àmpliament el seu nombre de títols 
nobiliaris i estats senyorials, que la van convertir en una de les cases
nobles més important a finals del segle xvii.
Del matrimoni amb Caterina d'Aragó van néixer:
- Ana María (1654-1656)
- Mariana (1656-?)
- Feliche María (1657-1709)
- Luis Francisco (1660-1711)
- Antonia Basilisa (1662-1679)
- Ana Catalina (1663-1698)
- Juana (1664-1724)
- Teresa María (1665-1685)
- Lorenza Clara (1666-1697)
- Isabel María (1667-1708)
- Francisco de Paula (1675-1681)
- María Nicolasa (1680-?)

## Biografia
Membre del grup nobiliari a la cort, va ostentar diversos càrrecs i honors al llarg de la seva vida. Va ser conestable d'Aragó i president del Consell d'Índies, avançat major de Castella i Andalusia, alcaid dels Donzells, cavaller de l'orde del Toisó d'Or i gentilhome de Cambra de Carles II i llur sumiller de corps i cavallerís major. va tenir un paper destacat quan va esdevenir el missatger entre el rei Carles II, controlat per la seva mare, i el seu germanastre Joan Josep d'Àustria, fill bastard de Felip IV; en aquest ambient, el duc va anar conformant el seu ascens al poder. Els dies abans de la proclamació de la majoria d'edat de Carles II, tant de la Cerda com la resta de la noblesa s'havien oposat al candidat que la reina regent Maria Anna d'Àustria havia escollit com a valido, Fernando de Valenzuela, un personatge que en definitiva era d'origen plebeu. Això va indignar al sector nobiliari i van donar suport a la pujada al poder de Joan Josep d'Àustria, que va protagonitzar un cop d'Estat, que va tenir un èxit rotund quan va aconseguir entrar a Madrid l'11 de gener de 1677.

### Etapa com avalido

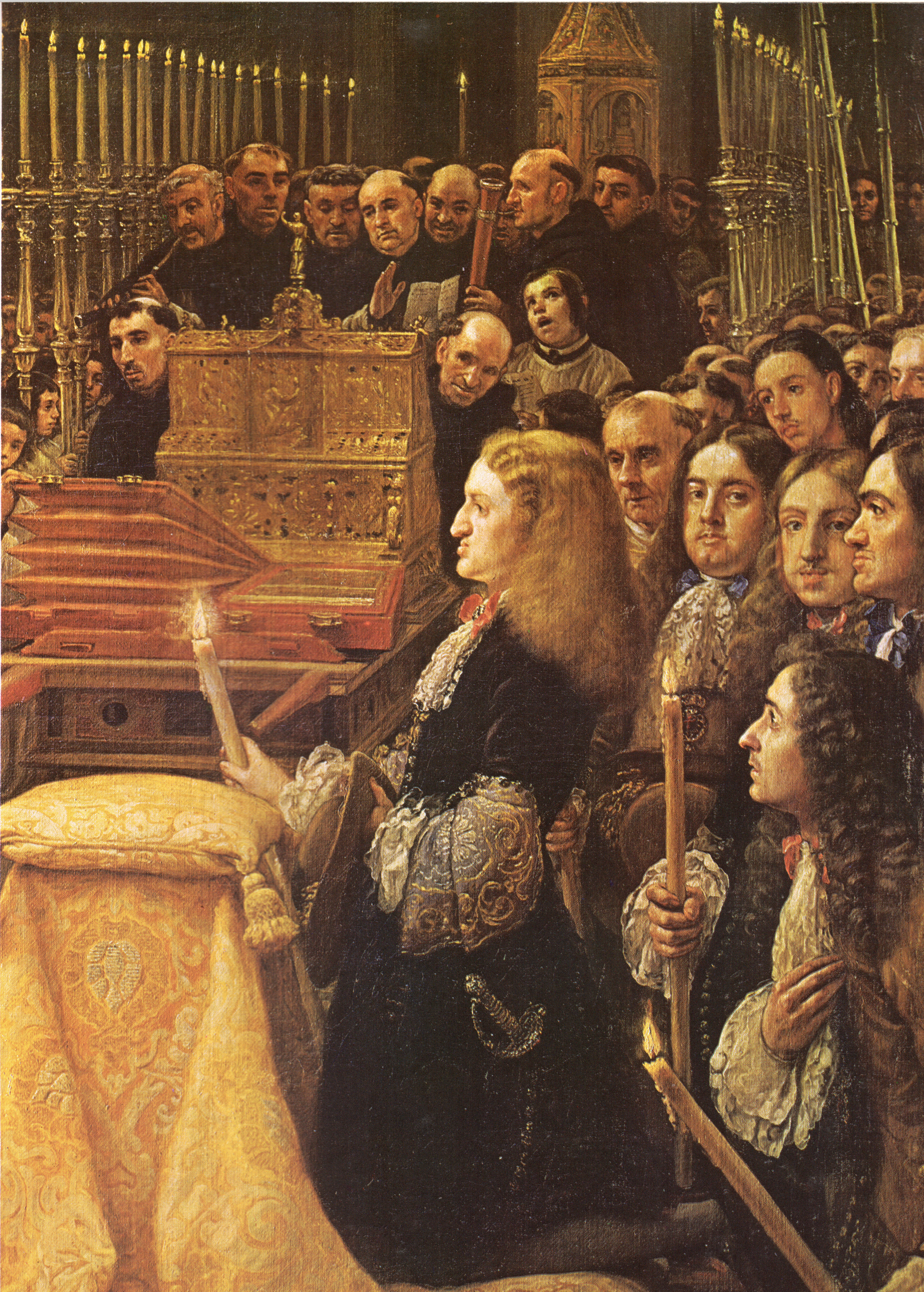
Detall de Carles II rep la Sagrada Forma de Claudio Coello. El duc apareix al costat del monarca.

A la mort de Joan Josep d'Àustria, es va evidenciar la necessitat d'un nou govern amb un caràcter fort, capaç de fer front als problemes de la monarquia, i és en aquest moment quan el duc de Medinaceli esdevé valido de Carles II, fruit de les intrigues de la cort, entre els partidaris del duc, seguidor de la polític del Joan d'Àustria, i els del conestable de Castella, partidari, en canvi, de la reina mare. Es diu que durant el seu període el govern castellà va assolir el seu nivell més baix en termes de decadència, i que de la Cerda va ser un polític poc brillant, sense habilitat ni experiència en les tasques de govern. No obstant això, diu en el seu favor que no va buscar un govern format per la seva clientela, sinó que va crear un govern els membres del qual eren homes de gran capacitat per tal de dur a terme l'administració i la millora del país a sortir de la crisi. Va confiar en el Consell d'Estat, format per 24 homes del seu rang, com el duc de Medina de las Torres, un personatge que, per exemple, va ser conegut per la seva activitat ociosa.
Malgrat les seva escassa habilitat política, va ser el continuador de la tasca de Joan Josep d'Àustria en matèria de reforma econòmica, a través de la Junta de Comerç i Moneda. La de més transcendència va ser la devaluació de la moneda el 1680, una mesura que tot i ser essencial, va ser aplicada amb molta duresa. L'objectiu era acabar amb la inflació, no obstant això, com els metalls preciosos seguien circulant àmpliament, el 14 d'octubre de 1686 es va devaluar la moneda d'argent a una cinquena part del seu valor, ja durant el govern del comte d'Orpesa, estabilitzant d'aquesta manera el sistema monetari i establint les bases de la recuperació econòmica. Tanmateix, malgrat que la mesura va ser beneficiosa a llarg termini, d'antuvi va ser terrible per a la monarquia: els tractes i negocis es van aturar durant setmanes, va imperar el troc a causa de la manca de moneda circulant, moltes persones van perdre els seus estalvis, tret dels que havien basat els seus estalvis en l'or i l'argent, i també la Hisenda reial es va veure afectada, en no poder pagar els juros, és a dir els títols de deute públic que havia expedit. El duc de Medinaceli, que inicialment no va havia tingut cap mena d'oposició al seu govern, va veure com progressivament va créixer els partidaris de la seva destitució, especialment a partir de la reforma monetària, arbitristes i governants van difondre opinions sobre els seus efectes, però sense analitzar el perquè de la crisi econòmica. La pèssima actuació militar en la guerra de les Reunions amb França, amb la consegüent pèrdua de Luxemburg pel Tractat de Ratisbona, que va ocupar el panorama internacional del seu govern, i l'esclat de motins a diverses ciutats del país, el van fer caure en desgràcia i va ser forçat a deixar el càrrec el 1685 per causa de les intrigues de palau.

### Retir i mort
Després d'abandonar el govern el 1685, el duc es va retirar al seu palau de Guadalajara, on va viure separat de la cort i el poder fins a la seva mort l'any 1691.

## Títols

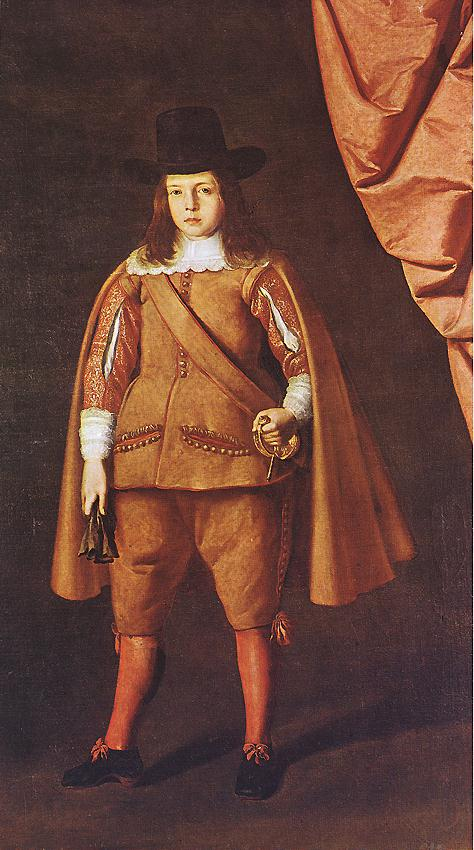
Retrat de Juan Francisco de la Cerda, marquès de Cogolludo, fet vers el 1650 per Zurbarán. Ostentà aquest títol des del seu naixement com a hereu de Medinaceli, el 1671 el va traspassar al seu primogènit.

Al llarg de la seva vida, Juan Francisco de la Cerda va ostentar els següents títols nobiliaris:
De 1637 a 1671
- VII Marquès de Cogolludo

De 1645 a 1691
- IV Marquès d'Alcalá de la Alameda
- VI Duc d'Alcalá de los Gazules
- Baró d'Antella
- IX Comte de Los Molares
- IX Marquès de Tarifa

De 1671 a 1691
- XVI Senyor d'Arcos de Jalón
- VIII Comte d'El Puerto de Santa María
- XIII Senyor d'Enciso
- XII Senyor de Luzón
- VIII Duc de Medinaceli
- XII Senyor de Somaén